# Lucy

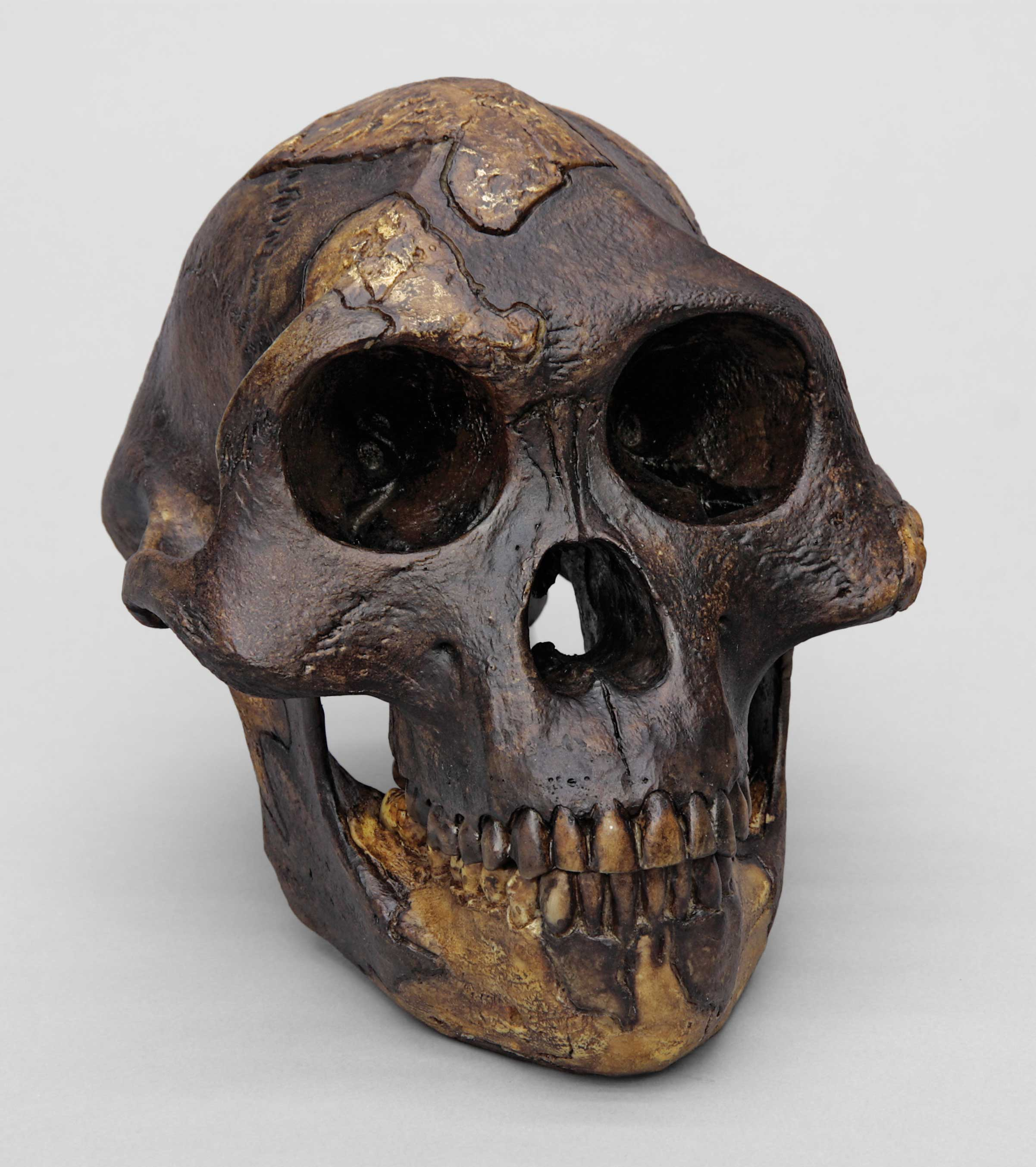
Reconstrucción del cráneo de Lucy (AL 288-1)

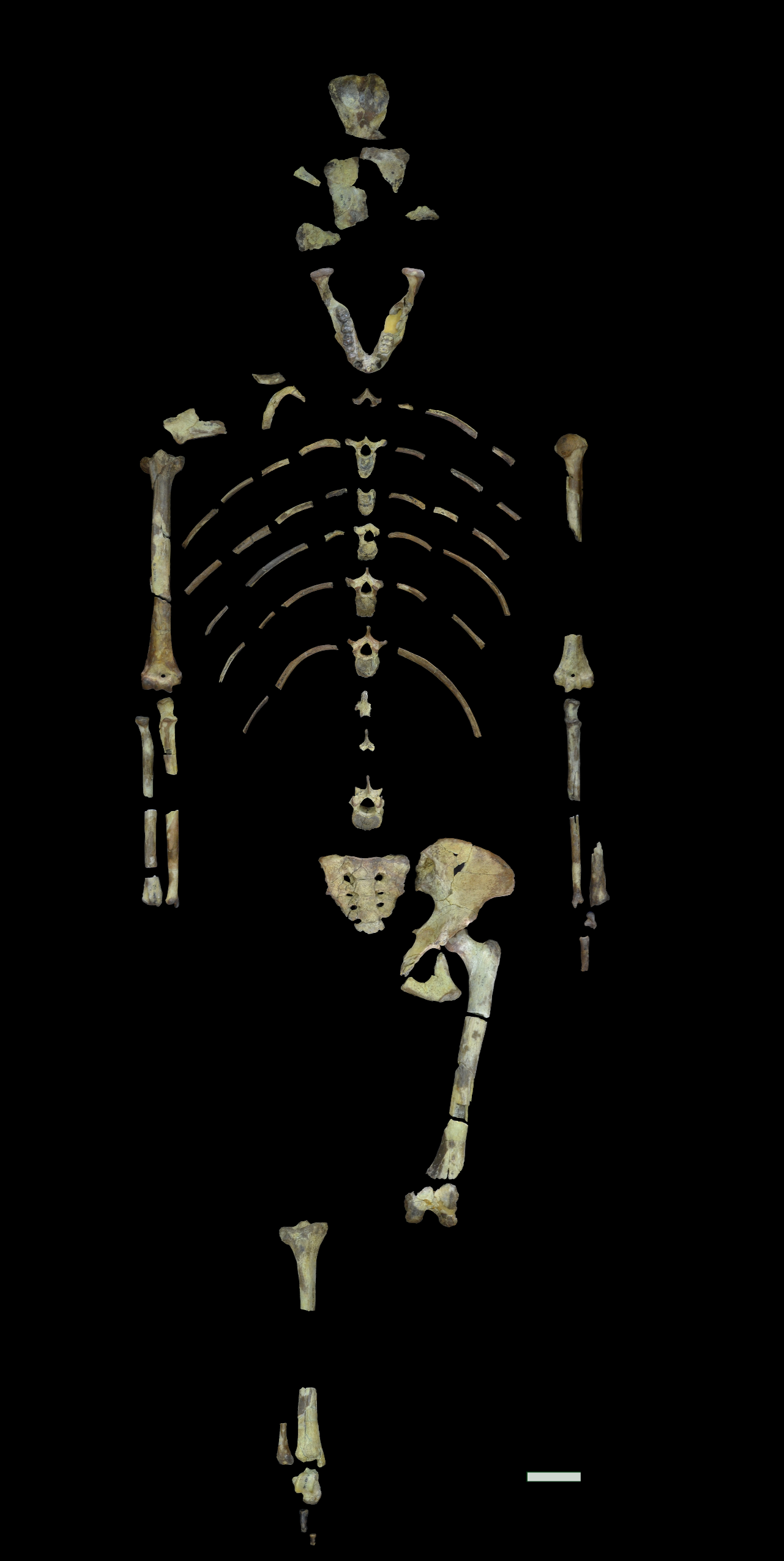
Esqueleto de Lucy.

Lucy (AL 288-1) es el conjunto de fragmentos óseos pertenecientes al esqueleto de un homínido de la especie Australopithecus afarensis, de 3,5 a 3,2 millones de años de antigüedad, descubierto por el equipo formado por el estadounidense Donald Johanson y los franceses Yves Coppens y Maurice Taieb el 24 de noviembre de 1974, a 159 km de Adís Abeba, Etiopía.
El nombre Lucy proviene de la canción «Lucy in the Sky with Diamonds» de la banda The Beatles, que oían los investigadores en una radio, mientras celebraban este acontecimiento.
Los resultados científicos con la descripción del nuevo hominino y los hallazgo de Johanson y su equipo de la International Afar Research Expedition se publicaron en 1978 la revista Kirtlandia.
Con posterioridad se hallaron en el mismo sitio restos pertenecientes a un mínimo de seis individuos, dos de ellos eran niños de unos cinco años, pero el esqueleto más completo fue el de Lucy de quien se encontraron un total de 52 huesos.
Actualmente los restos de Lucy están guardados en una caja fuerte en el Museo Nacional de Adís Abeba, capital de Etiopía.

## Esqueleto
Lucy se trata del 40 % del esqueleto de un ejemplar de alrededor de 109 centímetro s (cm) de aproximadamente 27 kg de peso (en vida), de la edad de más de 20 Años. 

### Cráneo
Dotada de un cráneo de tamaño comparable al de un chimpancé. 

### Miembros

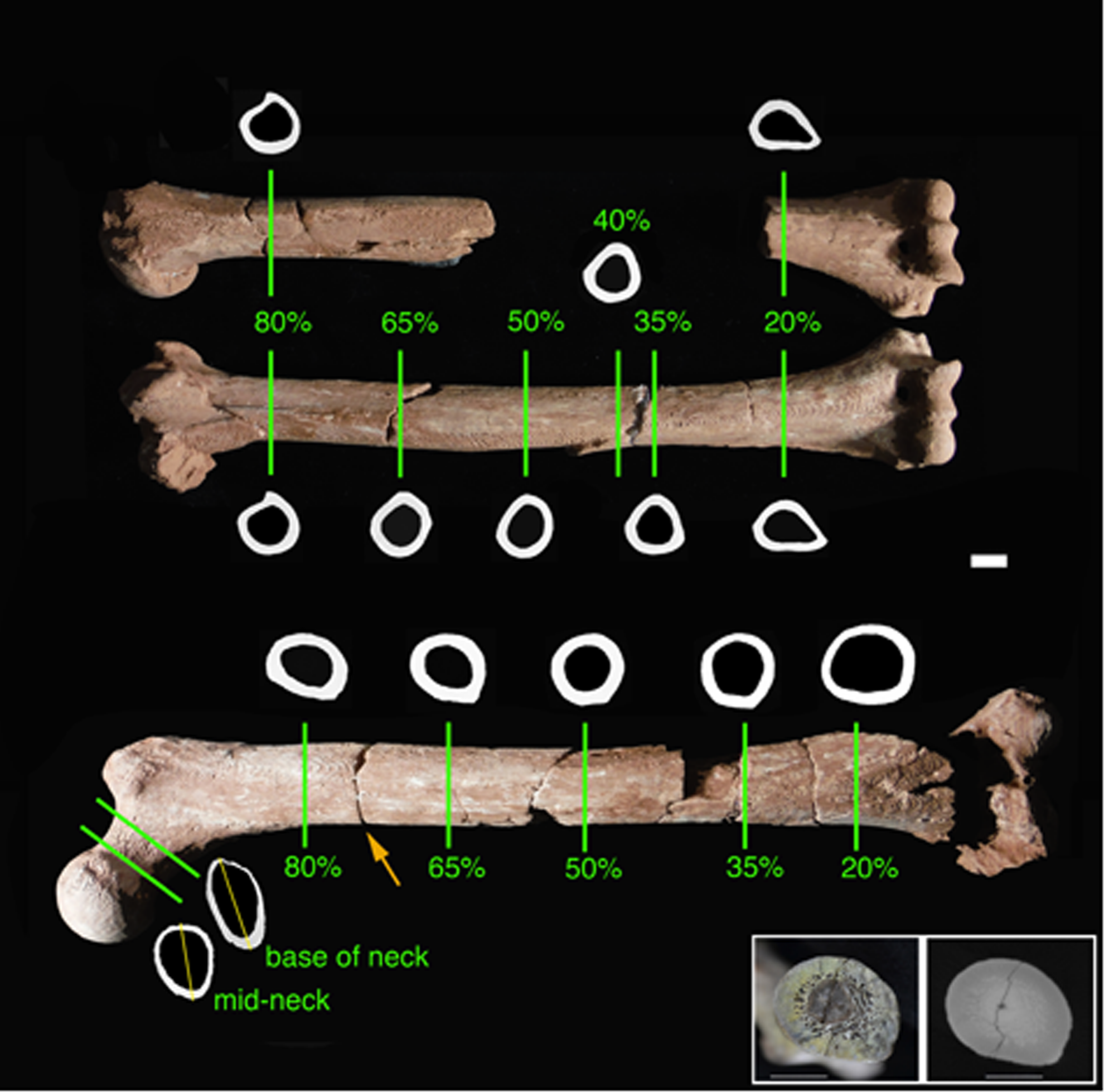
Estudio de la robustez de Huesos proximales de miembros de Lucy, mediante Tomografía axial computada. Arriba húmero; abajo fémur.

La robustez relativa de los brazos refuerza la idea de que pasaba una cantidad notable de tiempo usándolos para moverse por los árboles. Esta conclusión se obtuvo por imágenes transversales de microtomografías de los huesos originales, que se utilizaron para obtener las propiedades de la diáfisis. La estructura transversal de las diáfisis muestra la carga mecánica real, a la que estaba sometida mientras estaba viva. 
Lucy AL 288–1 mostró proporciones de fuerza diafisaria femoral/humeral intermedias entre las de los humanos modernos y los chimpancés, lo que indica una mayor carga mecánica de la extremidad anterior.
Lucy andaba sobre sus miembros posteriores, signo formal de una tendencia hacia la hominización. La capacidad bípeda de Lucy puede deducirse de la forma de su pelvis, así como de la articulación de la rodilla.[cita requerida]

## Datación de los restos de Lucy
La datación de una capa de material volcánico en el emplazamiento, por el método de potasio-argón, dio una edad inicial de 3 millones de años con un margen de ±200 000 años. Sin embargo, el material presentaba ciertas impurezas, haciendo la datación no muy precisa. Mediante la aplicación de otros métodos, como bioestratigrafía y paleomagnetismo, entre otros, se corrigió la datación a una edad de entre 3,5 a 3,2 millones de años atrás.[cita requerida]